# Ягафаров, Ильдар Рашитович
Ильда́р Раши́тович Ягафа́ров — режиссёр, член союза кинематографистов России, режиссёр первого татарского игрового художественного фильма. . Руководитель киностудии «Татфильм».

## Биография
Ильдар Ягафаров родился в 1971 году в Пермской области, а в Казань переехал с родителями в трехлетнем возрасте. После окончания школы поступил в Казанский педагогический институт на спортивный факультет. В 1991 году устроился работать ассистентом режиссёра на казанском телевидении. В 1994 году поступил во ВГИК. За свою работу «Бэхеткэй», снятую в 2000 году Ильдар Ягафаров год спустя получил диплом Дней тюркского кино в Стамбуле.
В ноябре 2005 года Ильдар Ягафаров основал киностудию «Я-продакшн». Основной вид деятельности киностудии — производство художественных, документальных, представительских, семейных фильмов, музыкальных клипов, аудиороликов, рекламных видеороликов. За 6 лет работы создано более 400 работ, среди которых более 150 рекламных роликов, которые транслируются на федеральных и региональных каналах.

## Фильмы и награды
Свой первый короткометражный игровой фильм на русском языке «Сочинение» Ильдар Ягафаров снял в 1995 году. В 1996 году фильм участвовал на Международном фестивале документальных фильмов в городе Марселе, Франция. В 1998 году автор снял свою дипломную работу «Четыре состояния одиночества», которая получила приз «НТВ плюс» в Свердловске.
В 2000 году режиссёр снял фильм «Бэхеткэй», что в переводе на русский язык значит «Маленькое счастье», за который получил диплом дней тюркского кино в 2001 году в Стамбуле. Фильм был также признан лучшим в номинации «Иностранный студенческий фильм» на фестивале, посвященном культурам мира в Хьюстоне, США.
В 2004 году Ильдар Ягафаров снял полнометражный художественный фильм на татарском языке «Куктау». Картина получила приз гильдии кинопродюсеров на российском кинофестивале «Кинотавр», гран-при и специальный приз спонсоров на международном фестивале детских и юношеских фильмов в городе Хемниц в Германии. Фильм признан лучшим европейским дебютом на конкурсе в городе Злин, Чехия. 10 декабря 2006 года состоялась всероссийская премьера фильма «Куктау» на телеканале «Культура».
В 2010 году на базе «Я-продакшн» был создан короткометражный игровой фильм на русском языке «Брелок». Картина представлена на кинофоруме «Short Film Corner», прошедшем в рамках 63-го Каннского кинофестиваля. В сентябре 2010 года картина также была представлена на пяти международных кинофестивалях в основной конкурсной программе: «International art house film festival» в городе Батуми в Грузии, «Pentedattilo film festival» в Италии, «VI Казанский международный фестиваль мусульманского кино» в Казани, в октябре 2010 года на «Cyprus international film festival» в Греции, в мае 2011 года на международном кинофестивале «Харьковская сирень» на Украине.
Также фильм «Брелок» вошёл и во внеконкурсную программу «Всероссийского фестиваля короткометражного авторского кино», прошедшего в Москве в сентябре 2010 года.
В 2011 году режиссёр приступил к съёмкам нового фильма «Aш».
В июле 2022 года фильм Ягафарова «Живы ли вы?» (2021) был удостоен главного приза XXIV Всероссийского кинофестиваля «Шукшинские дни на Алтае».